# Johannesia
Johannesia is een geslacht van sponsdieren uit de klasse van de Demospongiae (gewone sponzen).

## Soort
- Johannesia reticulosa Thiele, 1905